# Sandrine Gruda
Sandrine Gruda (Cannes, Ille-et-Vilaine, Provence-Alpes-Côte d'Azur, 25 juni 1987) is een Frans basketballer.

## Loopbaan
Gruda begon haar loopbaan in 2005 bij USV Olympic. Met deze club werd ze Landskampioenschap van Frankrijk in 2007. Ook won ze de Coupe de France in 2007. In 2007 verhuisde ze naar UMMC Jekaterinenburg in Rusland. Met deze club werd ze acht keer Landskampioen van Rusland in 2009, 2010, 2011, 2012, 2013, 2014, 2015 en 2016 en ook zes keer de Beker van Rusland in 2009, 2010, 2011, 2012, 2013 en 2014. Met UMMC stond ze twee keer in de EuroLeague Women finale. In 2013 wonnen ze van Fenerbahçe uit Turkije met 82-56. In 2015 verloren ze van ZVVZ USK Praag uit Tsjechië met 72-68. Ook won ze de FIBA Europe SuperCup Women in 2013. In 2014 ging ze ook spelen bij de Los Angeles Sparks in de WNBA. Ze werd met Los Angeles kampioen in 2016. In 2016 gaat ze spelen voor Fenerbahçe in Turkije. Met Fenerbahçe stond ze één keer in de EuroLeague Women finale. In 2017 verloren ze van Dinamo Koersk uit Rusland met 77-63. In 2018 stapte ze over naar Yakın Doğu Üniversitesi in Turkije. Ze won met deze club de Turkse beker in 2018. In 2018 verhuisde ze naar Famila Wüber Schio in Italië. Met Familia werd ze twee keer Landskampioen van Italië in 2019 en 2022. Ze won ook twee keer de Beker van Italië in 2021 en 2022. Ze won de Supercup van Italië drie keer in 2018, 2019 en 2021. In 2022 keerde ze terug naar Frankrijk om te spelen voor LDLC ASVEL. Ze werd één keer Landskampioen van Frankrijk in 2023. Ook won ze de EuroCup Women in 2023. Ze wonnen van Galatasaray uit Turkije met een totaalscore van 180-113 over twee wedstrijden. Ze verloor de FIBA Europe SuperCup Women in 2023. Ze stopte in 2024 met basketbal.
Gruda won met het Frans basketbalteam de zilveren medaille bij de Olympische Spelen van 2012. In de finale van 2012 was Amerika met 86-50 te sterk. Ze won de bronzen medaille bij de Olympische Spelen van 2020. Ze wonnen de kleine finale van Servië met 91-76.

## Erelijst
- Landskampioenschap Frankrijk (2):

Winnaar: 2007, 2023
- Coupe de France (1):

Winnaar: 2007
- Tournoi de la Fédération (3):

Winnaar:
- Landskampioen Rusland (8):

Winnaar: 2009, 2010, 2011, 2012, 2013, 2014, 2015, 2016
- Bekerwinnaar Rusland (6):

Winnaar: 2009, 2010, 2011, 2012, 2013, 2014
- Turkse Beker (1):

Winnaars: 2018
- Landskampioen Italië (2):

Winnaar: 2019, 2022
- Bekerwinnaar Italië (2):

Winnaar: 2021, 2022
- Supercupwinnaar Italië (3):

Winnaar: 2018, 2019, 2021
- EuroLeague Women (1):

Winnaar: 2013
Runner-up: 2015, 2017
- EuroCup Women (1):

Winnaar: 2023
- FIBA Europe SuperCup Women (1):

Winnaar: 2013
Runner-up: 2023
- WNBA Kampioen (1):
  - Winnaar: 2016
- Olympische Spelen:

 2012,  2020
- Europees kampioenschap:

 2009,  2013, 2015, 2019, 2021  2011, 2023